# Летчер (Південна Дакота)
Летчер (англ. Letcher) — місто (англ. town) в США, в окрузі Сенборн штату Південна Дакота. Населення — 159 осіб (2020).

## Географія
Летчер розташований за координатами 43°54′1″ пн. ш. 98°8′47″ зх. д. / 43.90028° пн. ш. 98.14639° зх. д. (43.900282, -98.146508).  За даними Бюро перепису населення США в 2010 році місто мало площу 1,69 км², з яких 1,59 км² — суходіл та 0,10 км² — водойми.

## Демографія
Згідно з переписом 2010 року, у місті мешкали 173 особи в 77 домогосподарствах у складі 42 родин. Густота населення становила 102 особи/км².  Було 83 помешкання (49/км²).
Расовий склад населення:
| - 100,0 % — білих |

До двох чи більше рас належало 0,0 %. Частка іспаномовних становила 0,0 % від усіх жителів.
За віковим діапазоном населення розподілялося таким чином: 23,7 % — особи молодші 18 років, 64,2 % — особи у віці 18—64 років, 12,1 % — особи у віці 65 років та старші. Медіана віку мешканця становила 38,6 року. На 100 осіб жіночої статі у місті припадало 106,0 чоловіків;  на 100 жінок у віці від 18 років та старших — 103,1 чоловіків також старших 18 років.
Середній дохід на одне домашнє господарство  становив 59 722 долари США (медіана — 44 375), а середній дохід на одну сім'ю — 83 100 доларів (медіана — 68 750). Медіана доходів становила 50 833 долари для чоловіків та 30 625 доларів для жінок. За межею бідності перебувало 10,2 % осіб, у тому числі 13,9 % дітей у віці до 18 років та 18,2 % осіб у віці 65 років та старших.
Цивільне працевлаштоване населення становило 117 осіб. Основні галузі зайнятості: освіта, охорона здоров'я та соціальна допомога — 21,4 %, роздрібна торгівля — 15,4 %, транспорт — 13,7 %, виробництво — 12,8 %.